# Erra (гурт)
Erra (стилізовано — ERRA) — американський гурт у жанрі прогресивний металкор з Бірмінгема, штат Алабама, створений 2009 року. Гурт був названий на честь однойменного аккадського бога війни та чуми. На сьогодні гурт випустив шість студійних альбомів і три мініальбоми. Їхній останній альбом під назвою Cure вийшов 5 квітня 2024 року. Вони гастролювали з такими гуртами, як As I Lay Dying, August Burns Red, TesseracT, Born of Osiris, Ice Nine Kills, Glass Cloud, Within the Ruins і Texas in July.

## Історія

### Ранні роки таImpulse(2009–2011)
Гурт Erra був створений в 2009 році шкільними друзями Алексом Балью, Джессі Кешем, Адамом Гіксом, Гаррісоном Лі та Аланом Рігдоном у Бірмінгемі, штат Алабама. Гурт записав і самостійно випустив два мініальбоми: однойменний у 2009 році та Andromeda у 2010 році. Це привернуло увагу Tragic Hero Records, які підписали з ними контракт у 2011 році. Пізніше того ж року гурт випустив дебютний студійний альбом Impulse і гастролював з гуртами, як-от Born of Osiris і Upon a Burning Body.

### Augmentта зміни у складі (2012–2014)
У 2012 році Адам Гікс залишив гурт, щоб зайнятися іншою кар’єрою, і гурт почав записувати свій другий студійний альбом, а Кеш записав для альбому гітару та бас. Вийшов Augment, який привернув до гурту значно більше уваги з боку гастролюючих гуртів, і вони почали більш активно гастролювати. Гікса змінив гітарист Шон Прайс, який увійшов до кліпу «Hybrid Earth». Гурт здійснив тур наступного року, щоб просувати свій другий реліз. Вокаліст Гаррісон Лі та гітарист Алан Рігдон оголосили про вихід з гурту в 2014 році, залишившись з гуртом на добрих стосунках.

### Moments of ClarityтаDrift(2014–2017)
Після закінчення контракту з Tragic Hero Erra підписали контракт із Sumerian Records у середині 2014 року. Басист Шон Прайс перейшов на ритм-гітару, а вокаліст Іен Юбенкс замінив Гаррісона Лі. У 2014 році їхній третій мініальбом Moments of Clarity вийшов на Sumerian. Він досяг першого місця в чарті Billboard Heatseekers Albums. Протягом 2015 року Erra грали на розігріві у August Burns Red у турі Frozen Flame та TesseracT у турі альбому Polaris у 2015 році. Наприкінці 2015 року Юбенкс покинув гурт, назвавши головною причиною вплив на своє здоров'я.
У 2016 році вокаліст JT Cavey, колишній учасник Texas in July, приєднався до гурту, щоб замінити Йена Юбенкса. Кеві та гурт увійшли в студію, написали та випустили свій третій студійний альбом Drift. Альбом посів перше місце в чарті Billboard Heatseekers Albums. Гурт відвідав 10-річний тур Sumerian разом із Born of Osiris, Veil of Maya, After the Burial і Bad Omens.

### Neon(2018–2019)
12 червня 2018 року гурт випустив перший сингл з альбому Neon. Альбом був випущений 10 серпня 2018 року, і це третій реліз гурту на лейблі Sumerian Records, а також другий альбом з вокалом Дж. Т. Кейві. Він посів перше місце в чарті Heatseekers Albums у США Billboard 200. У вересні 2018 року гурт вирушив у тур із After the Burial та The Acacia Strain.
8 серпня 2019 року гурт випустив новий сингл під назвою «Eye of God»; він був доступний для попереднього збереження. У серпні 2019 року Erra вирушили в тур Neon/Alien Північною Америкою з Northlane, Crystal Lake і Currents. 10 жовтня гурт випустив кавер на пісню Queens of the Stone Age «You Think I Ain’t Worth a Dollar, But I Feel Like a Millionaire» на потокових музичних сервісах.

### Однойменний п'ятий альбом (2020–2022)
27 серпня 2020 року гурт оголосив, що розлучився із Sumerian Records і підписав контракт з UNFD, а також випустив новий сингл «Snowblood» разом із відповідним кліпом. 19 листопада гурт випустив черговий сингл «House of Glass».
13 січня 2021 року гурт випустив третій сингл «Divisionary» разом із супровідним кліпом. Того ж дня гурт оприлюднив трек-лист, офіційну обкладинку альбому та оголосив, що їхній новий однойменний п’ятий студійний альбом має вийти 19 березня 2021 року. 3 лютого, за півтора місяці до виходу альбому, гурт представив четвертий сингл «Scorpion Hymn». 11 березня гурт випустив п’ятий сингл «Shadow Autonomous». 10 вересня, менше ніж через півроку після виходу оригінального альбому, гурт випустив інструментальну версію альбому.
7 жовтня гурт оприлюднив нову версію пісні «Vanish Canvas» за участю Кортні ЛаПлант із Spiritbox разом із кліпом. 21 січня 2022 року гурт випустив сьомий сингл «Nigh to Silence», а також анонсував спеціальне видання альбому, реліз якого запланований на 18 березня. Тоді ж гурт офіційно оприлюднив обкладинку альбому та трек-лист. 23 лютого, за місяць до релізу, гурт випустив кавер на пісню Muse «Stockholm Syndrome» на сервісах потокової музики. 28 березня гурт оголосив, що гітарист Шон Прайс залишив гурт у добрих відносинах.
7 липня гурт випустив новий сингл під назвою «Pull from the Ghost», незадовго до однойменного туру гурту впродовж липня та серпня з гуртами Alpha Wolf, Thornhill та Invent Animate. 1 грудня Erra виступили у синглі PhaseOne «World Unknown».

### Cure(2023 — дотепер)
У березні 2023 року гурт відіграв хедлайнерський тур Європою з гуртами Silent Planet, Invent Animate та Sentinels. Після свого європейського туру гурт зайшов до студії з Деном Браунштейном, щоб записати новий матеріал. Після року гастролей до гурту приєднався Клінт Тастін, який став другим гітаристом. 16 серпня гурт випустив перший сингл «Pale Iris» і відповідне музичне відео.
1 лютого 2024 року Erra оголосили, що їхній майбутній шостий студійний альбом Cure вийде 5 квітня 2024 року. У той же час вони випустили заголовний трек і відео на трек «Cure», а також показали обкладинку альбому і трек-лист. 22 лютого гурт представив третій сингл «Blue Reverie» разом із супровідним музичним відео. 14 березня 2024 року вийшов четвертий сингл «Crawl Backwards Out of Heaven». 

## Музичний стиль і впливи
Гурт називають «головою сучасного/прогресивного металкор-руху», а власний стиль називають «мелодійним ембієнтом».
Вони назвали August Burns Red, Misery Signals, Born of Osiris і Saosin як музичні впливи. На вокал Джессі Кеша особливо вплинули Коув Ребер із Saosin та Ентоні Грін із Circa Survive.

## Склади
Поточний склад
- Алекс Балью — ударні, перкусія (з 2009)
- Джессі Кеш — гітари, чистий вокал (з 2009); бас (2014–2016)
- Джей Ті Кеві — ведучий вокал (з 2016)
- Конор Гессе — бас (з 2016)

Концертні учасники
- Трей Селайя — бас (2015)
- Блейклі Таунсон — бас (2015–2016)
- Дастін Девідсон — гітари (2021)
- Клінт Тастін — гітари (з 2022)

Колишні учасники
- Адам Гікс — бас (2009–2012)
- Гаррісон Лі — екстрим-вокал (2009–2014)
- Алан Рігдон — гітара, бек-вокал (2009–2014)
- Ян Юбенкс — екстрим-вокал (2014–2015)
- Шон Прайс — гітари (2014–2022; гастрольний учасник 2023); бас (2012–2016)

Часова шкала

## Дискографія

### Студійні альбоми
| Impulse                                       | - Випущено: 30 листопада 2011 р - Лейбл: Tragic Hero - Формат: CD, цифрове завантаження | —   | — | —  |
| Augment                                       | - Випущено: 29 жовтня 2013 р - Лейбл: Tragic Hero - Формат: CD, цифрове завантаження    | 117 | 1 | —  |
| Drift                                         | - Випущено: 8 квітня 2016 р - Лейбл: Sumerian - Формат: CD, цифрове завантаження        | 101 | 1 | —  |
| Neon                                          | - Випущено: 10 серпня 2018 р - Лейбл: Sumerian - Формат: CD, цифрове завантаження       | 152 | 1 | —  |
| Erra                                          | - Випущено: 19 березня 2021 р - Лейбл: UNFD - Формат: CD, цифрове завантаження          | —   | 4 | 52 |
| Cure                                          | - Випущено: 5 квітня 2024 - Лейбл: UNFD - Формат: CD, цифрове завантаження              | —   | — | 91 |
| «—» позначає запис, який не потрапив у чарти. |                                                                                         |     |   |    |

### Мініальбоми
| Erra                                          | - Випущено: 4 травня 2009 р - Лейбл: Випущено самостійно - Формат: цифрове завантаження      | — |
| Andromeda                                     | - Випущено: 21 грудня 2010 р - Лейбл: Випущено самостійно - Формат: CD, цифрове завантаження | — |
| Moments of Clarity                            | - Випущено: 10 листопада 2014 р - Лейбл: Sumerian - Формат: CD, цифрове завантаження         | 4 |
| «—» позначає запис, який не потрапив у чарти. |                                                                                              |   |

### Сингли
| Назва                                                                                                | Рік  | Альбом             |
| --- | ---- | ------------------ |
| «White Noise»                                                                                        | 2011 | Impulse            |
| «Pulse»                                                                                              | 2013 | Augment            |
| «Hybrid Earth»                                                                                       | 2013 | Augment            |
| «Dreamcatcher»                                                                                       | 2014 | Moments of Clarity |
| «Luminesce»                                                                                          | 2016 | Drift              |
| «Drift»                                                                                              | 2016 | Drift              |
| «Orchid»                                                                                             | 2016 | Drift              |
| «Hourglass»                                                                                          | 2016 | Drift              |
| «Disarray»                                                                                           | 2018 | Neon               |
| «Breach»                                                                                             | 2018 | Neon               |
| «Eye of God»                                                                                         | 2019 | Non-album singles  |
| «You Think I Ain't Worth a Dollar, But I Feel Like a Millionaire» (кавер на Queens of the Stone Age) | 2019 | Non-album singles  |
| «Snowblood»                                                                                          | 2020 | Erra               |
| «House of Glass»                                                                                     | 2020 | Erra               |
| «Divisionary»                                                                                        | 2021 | Erra               |
| «Scorpion Hymn»                                                                                      | 2021 | Erra               |
| «Shadow Autonomous»                                                                                  | 2021 | Erra               |
| «Vanish Canvas» (Нова версія; за участю Кортні Лаплант з Spiritbox)                                  | 2021 | Erra               |
| «Nigh to Silence»                                                                                    | 2022 | Erra               |
| «Stockholm Syndrome» (кавер на Muse)                                                                 | 2022 | Erra               |
| «Pull from the Ghost»                                                                                | 2022 | Non-album single   |

#### Гостьова участь
| Пісня                                     | Рік  | Альбом           |
| ----------------------------------------- | ---- | ---------------- |
| «World Unknown» (PhaseOne за участю Erra) | 2022 | Non-album single |